# Novoje vremja
Novoje vremja (ryska "Nya tiden") var en dagstidning i Sankt Petersburg, grundad 1868.
Tidningen övertogs 1876 av Aleksej Suvorin som gjorde den till organ för panslavismen med betydande inflytande. Tidningen upphörde i Ryssland efter oktoberrevolutionen men fortsattes senare i Belgrad av en son till Suvorin.